# Селендума (станция)
Селенду́ма — станция Восточно-Сибирской железной дороги на южной линии Улан-Удэ — Наушки.
Расположена на восточной окраине села Билютай Селенгинского района Бурятии на левом берегу реки Селенги в 5 км к югу от села Селендума, к которому территория станции относится административно.

## История
Введена в эксплуатацию в 1940 году.
Пригородное движение поездов по маршруту Загустай — Наушки (реформированный Улан-Удэ — Наушки) по южной ветке ВСЖД отменено в 2014 году.

## Дальнее следование по станции
| № поезда | Маршрут движения | № поезда | Маршрут движения |
| -------- | ---------------- | -------- | ---------------- |
| 361      | Наушки — Иркутск | 362      | Иркутск — Наушки |